# Nitơ clathrat
Nitơ clathrate hoặc nitơ hydrat là một clathrate bao gồm đá với các hốc tinh thể thông thường có chứa các phân tử nitơ. Nitơ clathrate là một loạt các không khí hydrat. Nó xảy ra một cách tự nhiên ở những viên đá trên trái đất và được cho là quan trọng trong Hệ Mặt Trời bên ngoài mặt trăng như titan và triton có khí quyển lạnh.

## Tính chất
Nitrogen clathrate hydrate có mật độ dao động từ 0,95 đến 1,00 g/cm³ thay đổi tùy thuộc vào lượng nitơ có trong bao nhiêu. Vì vậy, nó có thể trôi nổi hoặc chìm trong nước. Độ dẫn nhiệt là 0.5 Wm-1K-1, khoảng ¼ lượng băng. Clathrate kháng được nhiều hơn các áp lực cắt ngang so với nước đá tinh khiết, tuy nhiên mô đun của Young cũng giống nhau.
Ở 0,6 ℃ cần có áp suất ít nhất 171,3 bar để bắt đầu tạo nitơ clathrate trong nước. Tại -29,1 ℃, áp suất yêu cầu giảm xuống còn 71,5 bar.
Các phân tử bổ sung có thể cho phép một nitơ clathrate hỗn hợp để hình thành ở áp suất thấp hơn. Ví dụ carbon disulfide chỉ cần một phần ba áp suất, và với cyclohexan chỉ cần một phần tư áp suất.
Phổ Raman của nitơ clathrat cho thấy tần số giãn nở N–N ở 2322,4 cm-1, nhỏ hơn so với nitơ hòa tan trong nước (2325,0 cm-1) và nitơ khí (2327,7 cm-1). Nó có độ rung lên O–H ở 3092,1 cm-1, so với 3125,3 cm-1 trong băng.

## Sản xuất
Nitơ hydrate clathrate có thể được tạo ra bằng cách áp dụng áp suất cao cho khí nitơ đối với nước. Tinh thể có thể mất vài tuần để phát triển. Một cách khác để sản xuất nó, mà không áp dụng áp lực, trước hết là tạo ra nước mạnh vô định hình bằng cách ngưng tụ hơi nước ở nhiệt độ 77 K. Điều này hấp thụ khí nitơ ở áp suất 1 không khí. Khi nhiệt độ tăng lên đến 113 K, pha vô định hình sẽ biến đổi thành dạng tinh thể, và khiến nitơ biến đổi một số băng thành clathrate.